# The Infinity Gauntlet (cómic de 2015)
The Infinity Gauntlet (en castellano, el guante infinito) es una serie limitada de cómics estadounidenses. Consiste de cinco números y fue publicada por Marvel Comics como parte del crossover de Secret Wars 2015. Fue escrita por Gerry Duggan y dibujada por Dustin Weaver. La serie se publicó inicialmente entre julio de 2015 y enero de 2016 pero actualmente está recopilada en un solo volumen. 
La historia está ambientada en Battleworld, en un reino donde la historia de Aniquilación de 2006 tuvo un final alternativo.

## Trama
El Clan Bakian, un grupo de humanos que sobrevivieron a los ataques de la Ola de Aniquilación, vive a la sombra de una figura desconocida mientras sus miembros buscan comida  en las ruinas de New Xandar. Su perro Zigzag solo puede encontrar comida para perros enlatada para comer. Una noche Menzin, uno de los miembros del clan, le cuenta a su hija menor, Fayne, la historia de su madre que se había ido para reforzar al Nova Corps y le dice que algún día volverá. La hija mayor, Anwen, cree que su madre había muerto en una ola de aniquilación. El padre discute con el abuelo materno de las niñas, que atrae la atención de los insectos obligando a los miembros del clan a huir por sus vidas. Durante la persecución resultante, Anwen cae en un nido de insectos. Mientras lucha por su vida, descubre la gema de la mente, una gema del infinito. Al escuchar explosiones en la superficie, ella sale y se encuentra cara a cara con una Nova que se quita el casco y se revela a sí misma como la madre de Anwen mientras las dos se abrazan. Le dice que "todo estará bien". Mientras tanto, Thanos observando desde las sombras en un edificio no está de acuerdo con lo que escuchó y se revela que tiene la gema del tiempo.
Eve reúne a Anwen con el resto del clan Bakian y les da a cada uno un traje Nova. Después de escapar de una horda de insectos usando la gema de la mente que Anwen había encontrado, intentan retirarse al Cuartel General de Nova pero encuentran el lugar destrozado con los Novas estacionados allí muertos y la gema en su posesión desaparecida. Al otro lado de New Xandar, Star-Lord regresa con Gamora, quien se revela como poseedora de la gema del espacio que estaba en el Cuartel General de Nova, habiendo revisado el Cuartel General y la encontró entre el ataque y la llegada de los Bakianos.
Como había regresado en el tiempo antes de que el clan Bakian se reuniera con Eva, Thanos se hizo pasar por un aliado, dándoles la gema del tiempo para ganarse su confianza, y los acompañó en su viaje, que permaneció igual que originalmente. Después de encontrar la devastada sede de Nova, el clan Bakian y Thanos se enfrentaron a Star-Lord y Gamora, obligándolos a dejar de luchar usando la Piedra de la Mente. A cambio de tres Nova Stars, adquirieron la Gema Espacial. Como querían alcanzar un objetivo común, la destrucción de la Ola de Aniquilación, Star-Lord y Gamora se unieron al Clan Bakian en su misión. La siguiente gema, la gema del Poder, fue encontrada siendo protegida por Groot, quien se la dio y se unió a su grupo.
A través de una visión, Eve fue guiada por las gemas a Magus City, un santuario bajo la protección de Adam Warlock (portador de la Piedra del Alma, que la usó para mantener a raya la Ola de Aniquilación). Sin que los Bakian y sus aliados lo supieran, Adam también se alimentó de las almas de los habitantes de la ciudad para alimentarse y mantener alejados a los monstruos. Cuando Warlock y sus Caballeros de Xandar recibieron a los Bakian, Eve fue directo al grano y exigió tomar la gema del alma para completar el Guante Infinito y destruir la Ola de Aniquilación. Warlock se opuso a Eve, lo que condujo a una lucha por la propiedad de la gema, mientras que el resto del Clan Bakian y sus aliados se enfrentaron a los Caballeros. Drax el Destructor (un ser empeñado en cazar a Thanos) interrumpió la batalla y exigió la presencia de Thanos. Los Bakian lo atacaron, inicialmente creyendo que era un enemigo. Cuando Warlock usa la gema del alma para controlar a Eve para controlarla, descubre todo su potencial. Thanos abordó a Warlock y salvó a Eve antes de que su alma fuera consumida y tomó la Piedra del Alma para sí mismo. Thanos se volvió hacia Eve y aparentemente la mató antes de quitarle las otras cuatro Piedras y desatar su poder.

## Recepción de la crítica
La serie debutó con críticas positivas, promediando un puntaje de 8.3 de 10 basado en 13 revisiones de acuerdo con el resumen de comentarios Comic Book Roundup .